# Перттула
Перттула (фін. Perttula) — село в Фінляндії, входить до складу волості Нурміярві повіту Уусімаа.
У селі розташоване одне з містечок професійно-технічної школи Кеуди.